# NASCAR Canada
NASCAR Canada è l'ufficio della NASCAR a Toronto.
La NASCAR ha aperto un ufficio in Canada, suo secondo mercato, nel 2004.  NASCAR lo ha realizzato in collaborazione con la società di media TSN. Lo scopo della fondazione è lanciare sponsorizzazioni e trovare opportunità per accrescere l'interesse sul suolo canadese.
L'ufficio gestisce diritti di marketing legati al brand NASCAR nei confronti di società canadesi e per società USA che vogliono espandersi negli USA.